# 藤居寛
藤居 寛（ふじい ひろし、1930年8月19日 - 2013年6月7日）は、日本の実業家。帝国ホテル社長。

## 人物
東京都出身。終戦直後の夏1945年9月6日、15歳で両親を中央線笹子駅構内脱線転覆事故で亡くした。さらに事故の10日後に、身元確認のため埋葬されていた遺体を掘り起こし、その後自らの手で一晩かけて火葬した。以後、土木作業員などとして働き、祖母、妹、弟を養いながら学校に通った。大学時代は秋山富一（元住友商事社長）らとともに、体育会ラグビー部に所属。旧制東京府立千歳中学校（東京都立千歳高等学校の前身）を経て、1953年3月に一橋大学経済学部を卒業。
1953年4月 第一銀行入行、本店配属。堀留支店、労働組合副委員長、全国銀行協会連合会出向等を経たのち、第一勧業銀行で神田支店長、取締役個人開発部長、常務取締役等を務めた。また入行半年後にラグビー部を創設し、部長時代には、社会人一部リーグ昇格を実現させた。
1986年、帝国ホテルの小佐野賢治会長に見込まれ帝国ホテル代表取締役副社長に就任。副社長営業本部長として、犬丸一郎社長の多店化戦略を支え、営業職職員の増員などをおこなった。
1997年顧問に退く犬丸社長の後任として、帝国ホテル社長に昇格。バブル崩壊後の、市場環境悪化のなか、経費削減やマーチャンダイジング、マーケティングに力をいれた経営を行った。
座右の銘はマネジメント・バイ・ワンダリング・アラウンド（MBWA）で、自費で購入した歩数計を、帝国ホテル幹部に配った。趣味はゴルフ、嗜好品はたばこでフロンティア・ライトを1日2箱吸う。大崎磐夫・ホテルオークラ社長、中島貢・東急ホテルチェーン社長、若林信二・東京ヒューマニアエンタプライズ社長がゴルフ仲間で4人でゴルフをする仲。

## 略歴
- 1930年8月 東京都出身
- 1953年3月 一橋大学経済学部 卒業
- 1953年4月 株式会社第一銀行 入行
- 1976年 株式会社第一勧業銀行 雷門支店長
- 1981年12月 株式会社第一勧業銀行 業務推進本部総括部長
- 1982年6月 株式会社第一勧業銀行 取締役 業務推進本部総括部長
- 1982年12月 株式会社第一勧業銀行 取締役 名古屋支店長
- 1984年5月 株式会社第一勧業銀行 常務取締役 業務本部副本部長
- 1986年6月 株式会社帝国ホテル 代表取締役副社長 営業本部副本部長
- 1988年6月 株式会社帝国ホテル 代表取締役副社長 営業本部長
- 1997年6月 株式会社帝国ホテル 代表取締役社長
- 1998年5月 株式会社インペリアル・キッチン 会長 兼任
- 2001年6月 株式会社帝国ホテル 取締役会長
- 2008年6月 株式会社帝国ホテル 顧問
  - このほか財団法人日本交通公社評議員、学校法人杏林学園評議員、財団法人渋沢栄一記念財団評議員、米国財団法人国際平和文化センター名誉特別講師等も務めた。
- 2013年6月7日 癌のため死去[8]。82歳没。